# Asamblea del Pueblo de la República de Ingusetia
La Asamblea del Pueblo de la República de Ingusetia (en ruso: Народное Собрание Республики Ингушетия; en ingusetio: ГIа́лгIай Ме́хка Ха́лкъа Гул́лам) es el órgano legislativo de la República de Ingusetia, una de las 22 repúblicas de Rusia.
Este parlamento regional es unicameral y ostenta la máxima representación de la autoridad legislativa de Ingusetia. Las bases legales de su poder fueron expresadas el 4 de junio de 1992 por el Soviét Supremo de la Federación Rusa, que reconoció el autogobierno del pueblo de Ingusetia.

## Elección
La Asamblea del Pueblo se compone de 32 diputados de la República de Ingusetia. El Parlamento de Ingusetia es uno de los 5 parlamentos de las repúblicas rusas cuyo sistema electoral es puramente de representación proporcional por listas, a diferencia de la mayoría de sistemas de los parlamentos de los sujetos federales rusos que cuentan con un sistema mixto donde la mitad de escaños se escogen por representación proporcional y la otra mitad por voto directo.
Los diputados son elegidos para los períodos legislativos completos, lo que en Ingusetia suponen 4 años. Cualquier ciudadano de la república mayor de 21 años y que no se le haya negado el derecho a voto puede presentarse para diputado.

## Funciones
La tarea principal de una estructura parlamentaria de Ingusetia es la creación de la base legislativa de la República, y el control e implantación sobre sus estructuras gubernamentales.

## Composición

### Funcionamiento
El trabajo de la Asamblea del Pueblo está encabezado por el presidente y sus adjuntos. El presidente de la VI Legislatura es Zelimkhan Yevloyev.
El trabajo de los diputados de la Asamblea se lleva a cabo en el marco de comités y comisiones. En la VI Legislatura hay 3 comités y 6 comisiones:
Comités
- Comité de Legislación, Ley, Orden y Seguridad.
- Comité de Presupuesto, Impuestos y Finanzas.
- Comité de Relaciones Interétnicas e Internacionales, Relaciones con Asociaciones Públicas y Religiosas.

Comisiones
- Comisión de Política Económica.
- Comisión de Educación, Ciencia y Cultura.
- Comisión de Sanidad, Política Social y Trabajo.
- Comisión de Política Agraria, Gestión de la Naturaleza y Protección del Medio Ambiente.

Estos comités y comisiones trabajan de manera continua (todas las semanas) en las oficinas de la Asamblea del Pueblo.

### VI Legislatura (2016-2020)
| Facciones políticas en la Asamblea Estatal de Ingusetia |                 |       |         |
| Facción/Partido                                         | Facción/Partido | Líder | Escaños |
| Rusia Unida                                             |                 |       | 26      |
| Yábloko                                                 |                 |       | 3       |
| Rusia Justa                                             |                 |       | 2       |
| Partido Liberal-Demócrata de Rusia                      |                 |       | 1       |